# Baia de Fier
Baia de Fier è un comune della Romania di 4337 abitanti, ubicato nel distretto di Gorj, nella regione storica dell'Oltenia.
Il comune è formato dall'unione di 2 villaggi: Baia de Fier e Cernădia.
La denominazione del comune (letteralmente Bagni del Ferro) deriva dall'antica coltivazione di giacimenti di ferro, quando i minerali raccolti venivano arricchiti utilizzando l'acqua dei diversi torrenti della zona.
Nella zona comunale si trova il sistema di grotte chiamato Peștera Muierilor, di interesse archeologico.
Dal 2007 Baia de Fier è gemellato con il comune italiano di Boccioleto, in provincia di Vercelli.